# خنافس ثاقبة الخشب

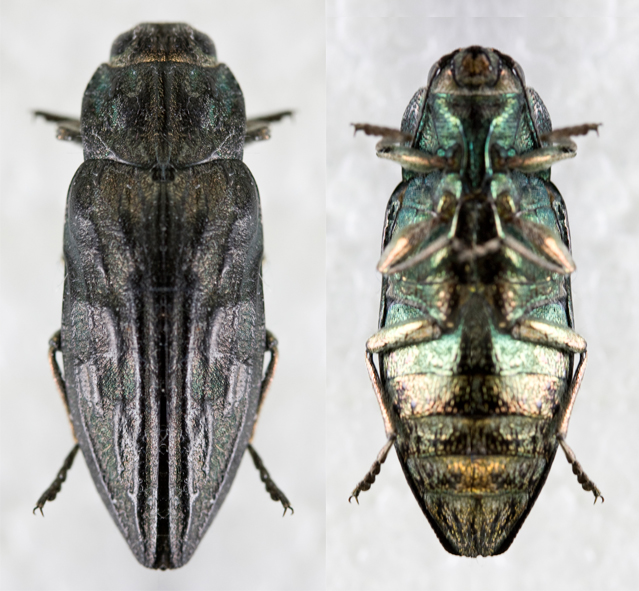
خنافس ثاقبة الخشب

يشمل مصطلح خنافس ثاقبة الخشب أو ثاقبات الأخشاب العديد من الأنواع والفصائل الخنفسية التي تقوم يرقاتها والبالغة منها بأكل ونخر الخشب (حيوانات خاشبة). في صناعة النجارة، يشار إلى مراحل اليرقات في بعض الأحيان باسم الديدان الخشبية. أكثر ثلاث فصائل من الخنافس الخشبية هي خنافس طويلة القرون، والسوسية الحقيقية، والناصعات.